# Голинська сільська рада
Го́линська сільська́ ра́да — орган місцевого самоврядування у Калуському районі Івано-Франківської області. Адміністративний центр — село Голинь.

## Загальні відомості
- Територія ради: 19,37 км²
- Населення ради: 5 109 осіб (станом на 2001 рік)
- Територією ради протікають річки Сівка, Млинівка, Середня.

## Населені пункти
Сільській раді підпорядковані населені пункти:
- с. Голинь

## Історія
Утворена в 1940 році, існувала до червня 1941 р. Знову утворена в серпні 1944 р. У 1950-х роках називалась «Котятиче-Голинською». У 2020 р. увійшла до Калуської міської громади, де становить окремий старостинський округ.

## Склад ради
Рада складається з 26 депутатів та голови.
- Голова ради: Гладенький Микола Всильович
- Секретар ради: Лилак Оксана Іванівна

### Керівний склад ради
| ПІБ                         | Основні відомості                                    | Дата обрання | Дата звільнення |
| --------------------------- | ---------------------------------------------------- | ------------ | --------------- |
| Гладенький Микола Всильович | Сільський голова, 1949 року народження, безпартійний | 25.10.2015   |                 |
| Гладенький Микола Всильович | Сільський голова, 1949 року народження, безпартійний | 25.10.2015   |                 |

Примітка: таблиця складена за даними джерела

### Депутати
За результатами місцевих виборів 2010 року депутатами ради стали:

#### За суб'єктами висування
| Суб'єкт висування                                       | Кількість обраних депутатів | %    |
| ------------------------------------------------------- | --------------------------- | ---- |
| Самовисування                                           | 25                          | 96,2 |
| Політична партія Всеукраїнське об'єднання «Батьківщина» | 1                           | 3,8  |

#### За округами
| № округу                                                | Прізвище, ім'я, по батькові    | Дата визнання обраним | Освіта                  | Партійна приналежність                        | Відомості про обраного депутата                                       |
| ------------------------------------------------------- | ------------------------------ | --------------------- | ----------------------- | --------------------------------------------- | --------------------------------------------------------------------- |
| Політична партія Всеукраїнське об'єднання «Батьківщина» |                                |                       |                         |                                               |                                                                       |
| 21                                                      | Луців Микола Васильович        | 31.10.2010            | Освіта вища             | член Всеукраїнського об'єднання «Батьківщина» | пенсіонер                                                             |
| Самовисування                                           |                                |                       |                         |                                               |                                                                       |
| 1                                                       | Харук Василь Степанович        | 31.10.2010            | Освіта вища             | позапартійний                                 | тимчасово не працює                                                   |
| 2                                                       | Мельник Любов Михайлівна       | 31.10.2010            | Освіта середня          | позапартійна                                  | Голинська сільська рада, інспектор                                    |
| 3                                                       | Ляхович Василь Васильович      | 31.10.2010            | Освіта вища             | член Народного Руху України                   | тимчасово не працює                                                   |
| 4                                                       | Завадецька Любов Федорівна     | 31.10.2010            | Освіта вища             | позапартійна                                  | Голинська сільська рада, інспектор                                    |
| 5                                                       | Мазурик Іван Іванович          | 31.10.2010            | Освіта незакінчена вища | член Народного Руху України                   | кафе, офіціант                                                        |
| 6                                                       | Сондей Степан Васильович       | 31.10.2010            | Освіта середня          | позапартійний                                 | тимчасово не працює                                                   |
| 7                                                       | Голинський Іван Петрович       | 31.10.2010            | Освіта середня          | позапартійний                                 | тимчасово не працює                                                   |
| 8                                                       | Голинський Олег Іванович       | 31.10.2010            | Освіта вища             | позапартійний                                 | студент                                                               |
| 9                                                       | Лесюк Іван Іванович            | 31.10.2010            | Освіта середня          | позапартійний                                 | тимчасово не працює                                                   |
| 10                                                      | Федоляк Іван Семенович         | 31.10.2010            | Освіта середня          | позапартійний                                 | приватний підприємець                                                 |
| 11                                                      | Кавин Віктор Миколайович       | 31.10.2010            | Освіта вища             | позапартійний                                 | тимчасово не працює                                                   |
| 12                                                      | Гладенька Віра Петрівна        | 31.10.2010            | Освіта вища             | позапартійна                                  | статуправління у Львівській області, старший спеціаліст               |
| 13                                                      | Фединич Іван Михайлович        | 31.10.2010            | Освіта середня          | позапартійний                                 | тимчасово не працює                                                   |
| 14                                                      | Дюк Оксана Михайлівна          | 31.10.2010            | Освіта вища             | позапартійна                                  | Тернопільський національний економічний університет, секретар-діловод |
| 15                                                      | Кінащук Тетяна Іванівна        | 31.10.2010            | Освіта вища             | позапартійна                                  | сільська бібліотека, бібліотекар                                      |
| 16                                                      | Мошків Тарас Дмитрович         | 31.10.2010            | Освіта середня          | позапартійний                                 | приватний підприємець                                                 |
| 17                                                      | Семчишин Ярослав Володимирович | 31.10.2010            | Освіта вища             | позапартійний                                 | амбулаторія с. Голинь, головний лікар                                 |
| 18                                                      | Яців Іван Зіновійович          | 31.10.2010            | Освіта середня          | позапартійний                                 | тимчасово не працює                                                   |
| 19                                                      | Дуда Ярослав Миколайович       | 31.10.2010            | Освіта вища             | позапартійний                                 | ТзОВ «Компані Рона», інженер з охорони праці                          |
| 20                                                      | Гриців Мар'яна Василівна       | 31.10.2010            | Освіта вища             | позапартійна                                  | дитячий навчальний заклад я\с «Малятко», бухгалтер                    |
| 22                                                      | Шевчук Марія Василівна         | 31.10.2010            | Освіта середня          | позапартійна                                  | амбулаторія с. Голинь, фельдшер                                       |
| 23                                                      | Костів Наталія Василівна       | 31.10.2010            | Освіта вища             | позапартійна                                  | Голинська сільська рада, інспектор                                    |
| 24                                                      | Паньків Василь Васильович      | 31.10.2010            | Освіта середня          | позапартійний                                 | приватний підприємець                                                 |
| 25                                                      | Паньків Галина Михайлівна      | 31.10.2010            | Освіта вища             | позапартійна                                  | Голинська загальноосвітня школа, вчитель                              |
| 26                                                      | Пукіш Петро Миколайович        | 31.10.2010            | Освіта середня          | член Української Народної Партії              | тимчасово не працює                                                   |